# Бутурлинський район
Бутурлинський район (рос. Бутурлинский район) — адміністративно-територіальна одиниця (район) та муніципальне утворення (муніципальний район) у центральній частині Нижньогородської області Росії.
Адміністративний центр — смт Бутурлино.

## Історія
Район було утворено 1929 року.

## Населення
| 1939    | 1959    | 1970    | 1979    | 1989    | 2002    | 2003    |
| ------- | ------- | ------- | ------- | ------- | ------- | ------- |
| 50 139  | ↘28 897 | ↘21 366 | ↘17 898 | ↘16 792 | ↘16 723 | ↗17 760 |
| 2008    | 2009    | 2010    | 2011    | 2012    | 2013    | 2014    |
| ↘15 709 | ↘15 482 | ↘14 471 | ↘14 426 | ↘14 283 | ↘14 174 | ↘14 036 |
| 2015    | 2016    | 2017    |         |         |         |         |
| ↘13 885 | ↘13 712 | ↘13 614 |         |         |         |         |